# أكرم أحمد البغدادي
أكرم بن أحمد بن توفيق البغدادي (1906 - 1968) شاعر عراقي. ولد في بغداد وقيل في البصرة ونشأ بها. تلقى تعليمه الابتدائي والثانوي في مدارسها، كما أخذ علوم العربية على العلماء والشعراء في عصره، ومنهم عبد الوهاب النائب، وقاسم القيسي، وجميل صدقي الزهاوي. عمل في عدّة وظائف إدارية وحكومية، وتنقل بسببها في عدد من المدن العراقية، وكان لا ينفك ينظم الشعر، وينشره في الصحف والمجلات مثل مجلة الوادي وغيرها. وقد أطلق عليه لقب شاعر الشباب. له شعر كثير مذكور في عدد من الصحف والمجلات لم يُعْنَ بجمعه رغم أنه يملأ ديواناً ضحمًا. توفي في بغداد.

## سيرته
هو أكرم بن أحمد بن توفيق البغدادي، من عشيرة الكرخية. ولد سنة 1325 هـ/ 1906 م في بغداد (جاء في كتاب لب الألباب أنه من مواليد العشار بالبصرة) وأكمل فيها الابتدائية والثانوية، ثم ترك الدراسة الرسمية واتجه إلى الدرس العلمي علماء بغداد منهم عبد الوهاب النائب وقاسم القيسي وأجيز بالعلوم الشرعية، وعين ابتداء من عام 1926 في الوظائف الإدارية والحكومية في عدد من مدن العراق،‌من مدير تحريرات ثم مدير ناحية ثم قائمقاماً ومتصرفاً. وأحيل على التقاعد عام 1956م.

توفي في بغداد سنة 1968م/ 1388 هـ.

## شعره
كتب الشعر والحديث والمقالة وحاضر في مجالس الأدب البغدادية وقرأ فيها شعره وقصائده، وانصرف إلى البحث والكتابة، ونشر في جريدة الحاصد والعراق والفلقة واليقظة والوادي وعرف بشعره الارتجالي وقدرته على الخطابة. 

كان له ولع بالشعر والأدب منذ صغره وتميز بشعره الحسن المطبوع وقدرته على الارتجال ولقب بشاعر الشباب لشيوع الغزل في أشعاره. «غيــر شعر الغزل الذي منحه لقب شاعر الشباب، نجد في شعره نفساً ثورياً، وتطلعاً قومياً. من الوجهة الفنية التزم بتقاليد الشعر القديم (الوزن والقافية ووضوح المعنى واستقلال البيت) وفي عاطفياته رقة تنزع إلى التأمل وطرح الأسئلة.» من شعره من الأعماق:

## مؤلفاته
- وحي الصبا، مجموعة شعرية
- ذكريات المدرسة، قصة